# Tomb Raider (stripboek)
De Tomb Raider stripboekenreeks is een 50 delen tellende reeks om het karakter Lara Croft uit de Tomb Raider serie. De stripboeken werden maandelijks uitgegeven. Naast deze serie is er een verzamelboek uitgegeven met alle delen gebundeld, een aantal "one shot specials" die bij geen enkele serie horen en een aantal speciale uitgaves die de verhaallijn van de 50-delige serie aan laat sluiten op Tomb Raider: Legend.